# Guillermo Malbrán
Guillermo Malbrán (Buenos Aires, 13 de agosto de 1957) es un Maestro Internacional de ajedrez, campeón argentino.

## Resultados destacados en competición
Ganó el Campeonato Argentino de Ajedrez del año 1997, siendo la única ocasión que un jugador, en aquel momento maestro FIDE, ganó el campeonato por delante de los grandes maestros.
Participó representando a Argentina en la Olimpíada de ajedrez del año 1998 en Elistá.